# Шафиев, Камран Рауф оглы
Камран Рауф оглы Шафиев (азерб. Kamran Rauf oğlu Şəfiyev; род. 22 декабря 1966, Баку) — азербайджанский юрист, судья Конституционного суда Азербайджана (2010—н. в.).

## Биография
Камран Рауф оглы Шафиев родился 22 декабря 1966 года в Баку.
В 1985 году поступил на юридический факультет Башкирского государственного университета (ныне Уфимский университет науки и технологий), а в 1988 году перевелся на юридический факультет Азербайджанского государственного университета, который окончил в 1993 году.
В 1985 году работал делопроизводителем в Народном суде города Ишимбай Башкирской АССР, с 1986 года делопроизводителем, секретарём судебного заседания Народного суда города Уфы.
C 1986 по 1988 год проходил службу в рядах Советской армии.
С 1994 по 1998 год консультант, старший консультант Милли меджлиса Азербайджанской Республики.
С 1998 по 2008 год работал заместителем заведующего отделом Законодательства по государственному строительству аппарата Милли меджлиса, а с 2008 по 2010 год заведующим отделом Государственной службы и кадровых вопросов аппарата Милли меджлиса.
С 1998 по 2000 год член Центральной избирательной комиссии Азербайджанской Республики.
Распоряжением Президента Азербайджанской Республики «О мерах, связанных с итоговым обзором Комитета по правам человека ООН по докладу правительства Азербайджанской Республики по международному пакту о гражданских и политических правах» от 22 июня 2002 года включен в состав рабочей группы по осуществлению рекомендаций, представленных в итоговом обзоре Комитета по правам человека ООН. Принимал активное участие в подготовке ряда законодательных актов.
22 июня 2006 года распоряжением Президента Азербайджанской Республики № 1521 Кямрану Шафиеву был присвоен ранг государственного советника 3-го класса Азербайджанской Республики.
22 июня 2010 года по представлению Президента Азербайджанской Республики постановлением Милли Меджлиса Азербайджанской Республики был назначен судьей Конституционного суда.
22 июня 2023 года избран членом Судебно-правового Совета.

## Научная деятельность
Камран Шафиев автор многочисленных научных трудов в области юриспруденции.
Монографии
- Права человека: международные стандарты и законодательство Азербайджанской Республики —Баку: Издательство Şirvannəşr 2003. 235 c.
- Право на частную жизнь—Баку: Издательство Şirvannəşr 2010. 207 c.
- Право на выражение мнения—Баку: Издательство Şirvannəşr 2017. 221 c.

Статьи
- Права человека в решениях Верховного Суда США («Ганунчулуг» № 7. 1997)
- Смертная казнь в контексте проблемы прав человека («Ганун» № 5. 1998)
- Омбудсмен на страже прав человека («Ганунчулуг» № 12. 1998)
- Правовые аспекты права на жизнь (Azərbaycan hüquq jurnalı № 2. 2002)
- Принципы самоопределения народов в условиях глобализации // (Кавказ и Глобализация том 1(3) 2007)
- Универсальность прав человека и принцип культурного релятивизма // (Кавказ и Глобализация том 2 (1) 2008)
- Сила права и «право силы» в международных отношениях // (Кавказ и Глобализация том 6 (1) 2012)
- Право народов на самоопределение: политико-правовой анализ // Azərbaycan Respublikası Konstitusiya Məhkəməsinin Məlumatı. — 2014 — № 1. — S. 72-87.
- Некоторые вопросы соотношение конституционных прав свободы выражения мнения и свободы совести Azərbaycan Respublikası Konstitusiya Məhkəməsinin Məlumatı. — 2015 — № 2. — S. 71-76.
- О государственном суверенитете в современном мире //Azərbaycan Respublikası Konstitusiya Məhkəməsinin Məlumatı. — 2016 — № 3. — S. 92-102.

## Награды
- Медаль «Прогресс» (10 июля 2018 года) — по случаю 20-летия создания Конституционного суда Азербайджанской Республики, за плодотворную деятельность в судебных органах и на государственной службе[3]
- Медаль «100-летие Азербайджанской Демократической Республики» (2019)
- Орден «За службу Отечеству» III степени (13 июля 2023 года) — за плодотворную деятельность в судебных органах и на государственной службе[4]
- Медаль «100-летие Гейдара Алиева (1923—2023)» (2024)

## Семья
Женат, имеет двоих детей.